# 메시노 소마
메시노 소마(일본어: 食野 壮磨, 2001년 5월 20일~)는 일본의 축구 선수이다.

## 구단 경력
그는 2019년까지 J3리그의 감바 오사카 U-23에서 뛰었다. 2020년부터 2023년까지 교토 산업대학에서 활동했다. 2024년 J1리그의 도쿄 베르디에 입단했다.